# NGC 1975
NGC 1975 (другое обозначение — CED 55C) — голубая отражательная туманность в созвездии Орион, в половине градуса к северо-востоку от Туманности Ориона.
Этот объект входит в число перечисленных в оригинальной редакции Нового общего каталога.
Вместе с NGC 1973 и NGC 1977 представляет собой одно и то же газопылевое облако, отражающее свет ближайших звёзд и пересечённое тёмными пылевыми облаками. , 